# Araneus nigrodecoratus
Araneus nigrodecoratus är en spindelart som först beskrevs av Embrik Strand 1908.  Araneus nigrodecoratus ingår i släktet Araneus och familjen hjulspindlar.
Artens utbredningsområde är Togo. Inga underarter finns listade i Catalogue of Life.